# Sabonje
Sabonje este o localitate din comuna Ilirska Bistrica, Slovenia, cu o populație de 79 de locuitori.